# Río Diguillín
El río Diguillín (del mapudungún: digelen ‘punto de referencia que está a un lado’) es un curso de agua que fluye en la Región del Ñuble y es afluente del río Itata.

## Trayecto
Nace los Nevados de Chillán  para seguir 102 km en dirección oeste, este río atraviesa las comunas de Pinto, El Carmen, San Ignacio, Pemuco, Bulnes y Quillón.

## Caudal y régimen
Toda la cuenca del río Itata presenta (con excepción de la cuenca alta del río Ñuble) un régimen pluvial.: 19 

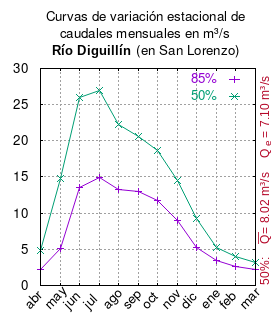
Curvas de variación estacional del río Diguillín en San Lorenzo.

El caudal del río (en un lugar fijo) varía en el tiempo, por lo que existen varias formas de representarlo. Una de ellas son las curvas de variación estacional que, tras largos periodos de mediciones, predicen estadísticamente el caudal mínimo que lleva el río con una probabilidad dada, llamada probabilidad de excedencia. La curva de color verde (con X) muestra los caudales mensuales con probabilidad de excedencia de un 50%. Esto quiere decir que ese mes se han medido igual cantidad de caudales mayores que caudales menores a esa cantidad. Eso es la mediana (estadística), que se denota Qe, de la serie de caudales de ese mes. La media (estadística) es el promedio matemático de los caudales de ese mes y se denota {\displaystyle {\overline {Q}}}. 
Una vez calculados para cada mes, ambos valores son calculados para todo el año y pueden ser leídos en la columna vertical al lado derecho del diagrama. El significado de la probabilidad de excedencia del 5% es que, estadísticamente, el caudal es mayor solo una vez cada 20 años, el de 10% una vez cada 10 años, el de 20% una vez cada 5 años, el de 85% quince veces cada 16 años y la de 95% diecisiete veces cada 18 años. Dicho de otra forma, el 5% es el caudal de años extremadamente lluviosos, el 95% es el caudal de años extremadamente secos. De la estación de las crecidas puede deducirse si el caudal depende de las lluvias (mayo-julio) o del derretimiento de las nieves (septiembre-enero).

## Historia
Francisco Astaburuaga escribió en 1899 en su obra póstuma Diccionario geográfico de la República de Chile sobre el río:
Diguillín.-—Río de la provincia de Ñuble, que divide por el lado norte el departamento de Yungay del lado sur de los de Chillan y Bulnes. Tiene origen en el angosto valle de Agua Caliente, vecino al SE. de los baños termales de Chillan. Corre de allí hacia el O. al través de las faldas de los Andes y del llano intermedio y va á desembocar en la derecha del río Itata á unos 25 kilómetros hacia el SO. de la villa de Bulnes. Es el afluente más caudaloso de ese río, después del Ñuble. Reune desde su origen, por su derecha, el riachuelo Renegado y unos pocos arroyos, y, por la izquierda, los riachuelos de San Vicente, Palpal, de Pemuco y otros menores. Su curso es de unos 100 kilómetros ligeramente rápido y de márgenes de mediana altura y pobladas de bosques. Alimenta más de 30 canales, que fertilizan varios fundos de sus inmediaciones.

## Población, economía y ecología
Un trasvase de aguas desde el río Laja hasta el río Diguillín se encuentra en construcción. El sistema de riego Laja-Diguillín abastecerá con riego seguro 60.000 hectáreas en la Región de Ñuble.